# Masakra w więzieniu w Stryju
Masakra w więzieniu w Stryju – masowy mord na więźniach przetrzymywanych w więzieniu w Stryju dokonany przez funkcjonariuszy NKWD na przełomie czerwca i lipca 1941 roku. Ofiarą zbrodni padło co najmniej 100–200 więźniów. Była to jedna z wielu tzw. masakr więziennych, dokonanych przez NKWD po rozpoczęciu niemieckiej inwazji na ZSRR.

## Geneza
Stryj, przed wojną miasto powiatowe w województwie stanisławowskim, od września 1939 roku znajdował się pod sowiecką okupacją. Osoby aresztowane przez NKWD były osadzane w budynku przedwojennego więzienia, które mieściło się przy ul. Trybunalskiej. Było ono jednym z czterech sowieckich więzień funkcjonujących na terenie obwodu drohobyckiego; w oficjalnych dokumentach określano je mianem „więzienia nr 4”. Więzienie było położone nieopodal budynku starostwa, w którym po rozpoczęciu okupacji znalazła siedzibę lokalna placówka NKWD.
22 czerwca 1941 roku nazistowskie Niemcy dokonały inwazji na Związek Radziecki. Pierwsze tygodnie wojny miały bardzo pomyślny przebieg dla strony niemieckiej. Dywizjom Wehrmachtu udało się bowiem rozbić wojska nadgranicznych okręgów wojskowych ZSRR, a następnie wedrzeć się w głąb sowieckiego terytorium. Sukcesem uwieńczone zostało między innymi niemieckie uderzenie na terenie Wołynia i Galicji Wschodniej, gdzie broniło się największe i najlepiej uzbrojone zgrupowanie Armii Czerwonej – Front Południowo-Zachodni. W pierwszych dwudziestu dniach wojny jego jednostki poniosły ogromne straty w ludziach i sprzęcie, a także były zmuszone wycofać się na odległość blisko 250 kilometrów na wschód od granicy niemiecko-sowieckiej.
W chwili wybuchu wojny niemiecko-sowieckiej w więzieniach i aresztach na Kresach Wschodnich przetrzymywano około 40–50 tys. więźniów. Władze sowieckie były zdecydowane nie dopuścić, aby zostali oni uwolnieni przez Niemców. 24 czerwca 1941 roku ludowy komisarz spraw wewnętrznych Ławrientij Beria wydał obwodowym urzędom NKGB rozkaz rozstrzelania wszystkich więźniów politycznych przetrzymywanych w zachodnich obwodach ZSRR, których ewakuacja w głąb kraju była niemożliwa. W myśl rozkazu Berii stracone miały zostać osoby skazane za „działalność kontrrewolucyjną”, „działalność antysowiecką”, sabotaż i dywersję, a także więźniowie polityczni znajdujący się w śledztwie.

## Przebieg masakry
Z dokumentów odnalezionych w sowieckich archiwach wynika, że stan osadzonych w stryjskim więzieniu na dzień 10 czerwca 1941 roku wynosił 916 osób. Prawdopodobnie liczba więźniów wzrosła po 22 czerwca, gdyż w związku z wybuchem wojny NKWD rozpoczęło masowe aresztowania prawdziwych i domniemanych wrogów władzy sowieckiej. Aresztowanych wówczas osób nie zdążono zarejestrować w więziennej ewidencji.
Po rozpoczęciu niemieckiej inwazji NKWD przeprowadziło częściową ewakuację więzienia. 2 lipca część osadzonych załadowano na samochody ciężarowe, odwieziono na dworzec kolejowy, załadowano do wagonów, a następnie wywieziono na wschód. Według oficjalnych raportów NKWD do Mołotowa na Uralu dotarło 337 więźniów ze Stryja.
Część więźniów politycznych Sowieci postanowili zamordować na miejscu. W pierwszym rzędzie przystąpiono do likwidacji osób, wobec których jeszcze przed wojną orzeczono wysokie wyroki. Okręgowa Komisja Badania Zbrodni przeciwko Narodowi Polskiemu w Łodzi, która w latach 90. XX wieku prowadziła śledztwo w sprawie tej masakry, ustaliła, że likwidację więźniów przeprowadzono w dniach 25–28 czerwca. Inne źródła podają natomiast, że apogeum akcji eksterminacyjnej przypadło na noc z 1 na 2 lipca.
Po ewakuacji Sowietów ze Stryja do więzienia wdarła się grupa polskich kolejarzy. Na terenie opustoszałego gmachu odnaleźli dziesiątki zwłok i ciężko rannego więźnia, któremu udało się przeżyć egzekucję. Na podstawie jego zeznań odtworzono przebieg wydarzeń. Ustalono, że enkawudziści pod pretekstem przygotowań do ewakuacji pojedynczo wywoływali więźniów z cel. Chcąc uśpić czujność ofiar, wydawali im nawet chleb, rzekomo na czas podróży. W rzeczywistości więźniów prowadzono do łaźni, gdzie byli mordowani strzałem w tył głowy lub uderzeniem pałki, której zwykle używano do uboju zwierząt. Na czas egzekucji uruchamiano silnik zaparkowanego przed więzieniem czołgu, chcąc w ten sposób zagłuszyć odgłosy strzałów i krzyki mordowanych.
Zwłoki ofiar wrzucano do studzienek kanalizacyjnych na dziedzińcu wewnętrznym, po czym zasypywano cukrem, ryżem lub innymi artykułami spożywczymi z likwidowanego magazynu więziennego. Pewną liczbę zwłok odnaleziono w zamurowanych celach. Na dziedzińcu odkryto w dodatku masowy grób, w którym znajdowało się kilka warstw zwłok posypanych wapnem. Część ofiar masakry Sowieci pogrzebali także poza terenem więzienia. Rozkładające się zwłoki odnaleziono w rowach kanalizacyjnych nieopodal siedziby NKWD przy ul. Fruchtmana. Wedle relacji świadków część ofiar zamordowano w wyjątkowo bestialski sposób; w więzieniu odnaleźć miano zwłoki kobiet w ciąży, a także ciała wziętych do niewoli niemieckich lotników, których jakoby zamurowano żywcem w jednej z cel, po uprzednim obcięciu palców u rąk.
Źródła podają rozbieżne informacje na temat liczby zamordowanych więźniów. Dokumenty NKWD informują, że w więzieniach w Stryju i Samborze zamordowano łącznie 1101 więźniów. Na tej podstawie Kai Struve szacuje, że w Stryju liczba ofiar mogła sięgnąć 300-400. Świadkowie przesłuchiwani w latach 90. XX wieku przez OKBZpNP w Łodzi szacowali, że liczba ofiar wyniosła od 72 do 200 osób. W raporcie niemieckiej Einsatzgruppen podano, że zamordowanych zostało 150 więźniów. Z kolei w różnych źródłach polskich i ukraińskich liczbę ofiar szacowano na 100, 200 lub nawet kilkaset osób. Połowę zamordowanych stanowili Polacy, drugą połowę Ukraińcy.
Według niektórych polskich źródeł z masakry ocalała nieustalona liczba więźniów, którym jakoby udało się uciec z celi przez przewód wentylacyjny pieca.

## Epilog
Podczas ekshumacji udało się zidentyfikować zaledwie 46 zwłok. Zostały one zabrane przez rodziny. Pozostałe ofiary uroczyście pogrzebano w zbiorowej mogile w kwaterze wojennej na cmentarzu miejskim w Stryju.
Masakra w stryjskim więzieniu została wykorzystana przez goebbelsowską propagandę. Do Stryja przybyli niemieccy korespondenci wojenni. Do pracy przy ekshumacji ofiar Niemcy zaangażowali w charakterze obserwatorów pracowników Międzynarodowego Czerwonego Krzyża, licząc, że zwrócą w ten sposób uwagę międzynarodowej opinii publicznej na zbrodnie NKWD.